# تريكو وايت
تريكو وايت (بالإنجليزية: Terrico White)‏ مواليد 7 مارس 1990 في ممفيس، هو لاعب كرة سلة محترف أمريكي بدأ مسيرته الاحترافية في سنة 2011 حيث تم اختياره من قبل فريق ديترويت بيستونز خلال الدرافت، ويحمل الرقم 24. يبلغ طوله 6 قدم 5 بوصة (2.0 م).

## فرق لعب لها
- عنتاب لكرة السلة
- ينسي كراسنويارسك

## روابط خارجية
- تريكو وايت على موقع الاتحاد الدولي لكرة السلة (الإنجليزية)
- تريكو وايت على موقع الدوري التايواني الممتاز لكرة السلة (الصينية)
- تريكو وايت على موقع سبورتس رفرنس (الإنجليزية)
- تريكو وايت على موقع كرة السلة الأوروبية.كوم (الإنجليزية)
- تريكو وايت على موقع DraftExpress.com (الإنجليزية)
- تريكو وايت على موقع كلية كرة السلة في سبورتس رفرنس.كوم (الإنجليزية)
- تريكو وايت على موقع ريلجم (الإنجليزية)
- تريكو وايت على موقع بروبوليرز (الإنجليزية)
- تريكو وايت على موقع سبورتس رفرنس (الإنجليزية)
- تريكو وايت على موقع سبورتس رفرنس (الإنجليزية)